# Elnath
Elnath,  eller  Beta Tauri (förkortat Beta Tau, β Tau),  är den näst ljusstarkaste stjärnan i stjärnbilden Oxen, med en skenbar magnitud på 1,68.

## Nomenklatur
Beta Tauri är stjärnans Bayer-beteckning. Ptolemaios ansåg att stjärnan delades med stjärnbilden Kusken, och Johann Bayer tilldelade den en beteckning i båda stjärnbilderna: Beta Tauri och Gamma Aurigae (γ Aur). När de moderna konstellationsgränserna fastställdes 1930, fördes Elnath till Oxens stjärnbild och den senare beteckningen föll bort.
Det traditionella namnet Elnath, omväxlande El Nath eller Alnath, kommer från det arabiska ordet النطح en-Nath, som betyder "stångas" (med syfte på Oxens horn). Som i många andra (men inte alla) arabiska stjärnnamn, transkriberas artikeln ال  ordagrant som el, trots att den i arabiskans uttal likställs med följande n. Det kan också uteslutas till Nath. År 2016 organiserade den internationella astronomiska unionen en arbetsgrupp för stjärnnamn (WGSN)  för att katalogisera och standardisera egennamn för stjärnor. I WGSN:s första bulletin från  juli 2016  ges en tabell över de två första satserna av namn som godkänts av WGSN där Elnath ingår för denna stjärna.

## Egenskaper
Elnaths absoluta magnitud, -1,34, är likvärdig med en annan stjärna i Oxen, Maia i stjärnhopen Plejaderna. Liksom Maia är Elnath en B-klass jättestjärna med en ljusstyrka 700 gånger solen. Men genom att vara cirka 130 ljusår avlägsen jämfört med Maias beräknade 360 ljusår, rankas Elnath som den näst ljusstarkaste stjärnan i stjärnbilden.
Unikt positionerad längs planet av Vintergatan några grader väster om galaktiska anticentret, omges Elnath av en rik samling nebulosor och stjärnhopar. I förhållande till solen, är Elnath känd för en hög förekomst av mangan, men lite kalcium och magnesium   och har börjat utvecklas bort från huvudserien.
Denna stjärna kan avskärmas av månen. Sådana ockultationer uppstå när månens stigande nod är nära vårdagjämningen, som var fallet 2007. De flesta ockultationer syns endast på delar av södra halvklotet, eftersom stjärnan ligger på den norra kanten av månens ockultationszon. I sällsynta fall kan ockultationen observeras så långt norrut som i södra Kalifornien.

## Dubbelstjärna
Det finns en svag stjärna som verkar ligga tillräckligt nära Elnath för att astronomer kan betrakta den som en dubbelstjärna. Dess visuella följeslagare, känd som BD + 28 795B, har en lägesvinkel på 239 grader och är separerad från huvudstjärnan med 33,4 bågsekunder.  